# Communauté rurale de Kafountine
La commune de Kafountine est une commune du Sénégal situé en Basse-Casamance, dans l'arrondissement de Kataba 1, le département de Bignona et la région de Ziguinchor.

## Géographie
La commune est limitée au Nord par la communauté rurale de Kataba 1, au Sud par le fleuve Casamance, à l'Est par le marigot de Diouloulou et à l'Ouest par l'océan Atlantique. Elle regroupe 19 villages dont 14 sont dans les îles Karones, les îles du Bliss et les îles du Petit Kassa, et 5 autres sur la terre ferme. Les îles sont drainées par une multitude de cours d'eau qui se jettent sur le marigot de Diouloulou et le fleuve Casamance, autour desquels règne la mangrove.
La commune compte 19 villages sur une superficie totale de 908 km² :
- Villages de la partie continentale :
  - Abéné
  - Albadar
  - Diannah
  - Kafountine
  - Kolomba
- Villages des îles Karones :
  - Couba
  - Coumbaloulou
  - Hillol
  - Kassel
  - Mantate
- Villages des îles du Bliss :
  - Boko
  - Boune
  - Kailo
  - Saloulou
- Villages des îles du Petit Kassa :
  - Bakassouk
  - Diogué
  - Haer
  - Hitou
  - Niomoune

La riziculture pluviale, la pêche et la transformation des produits halieutiques constituent les principales activités économiques de la commune.
La réserve ornithologique de Kalissaye se trouve au centre et à l’extrémité Ouest de la commune.